# Freibeuter von Dünkirchen

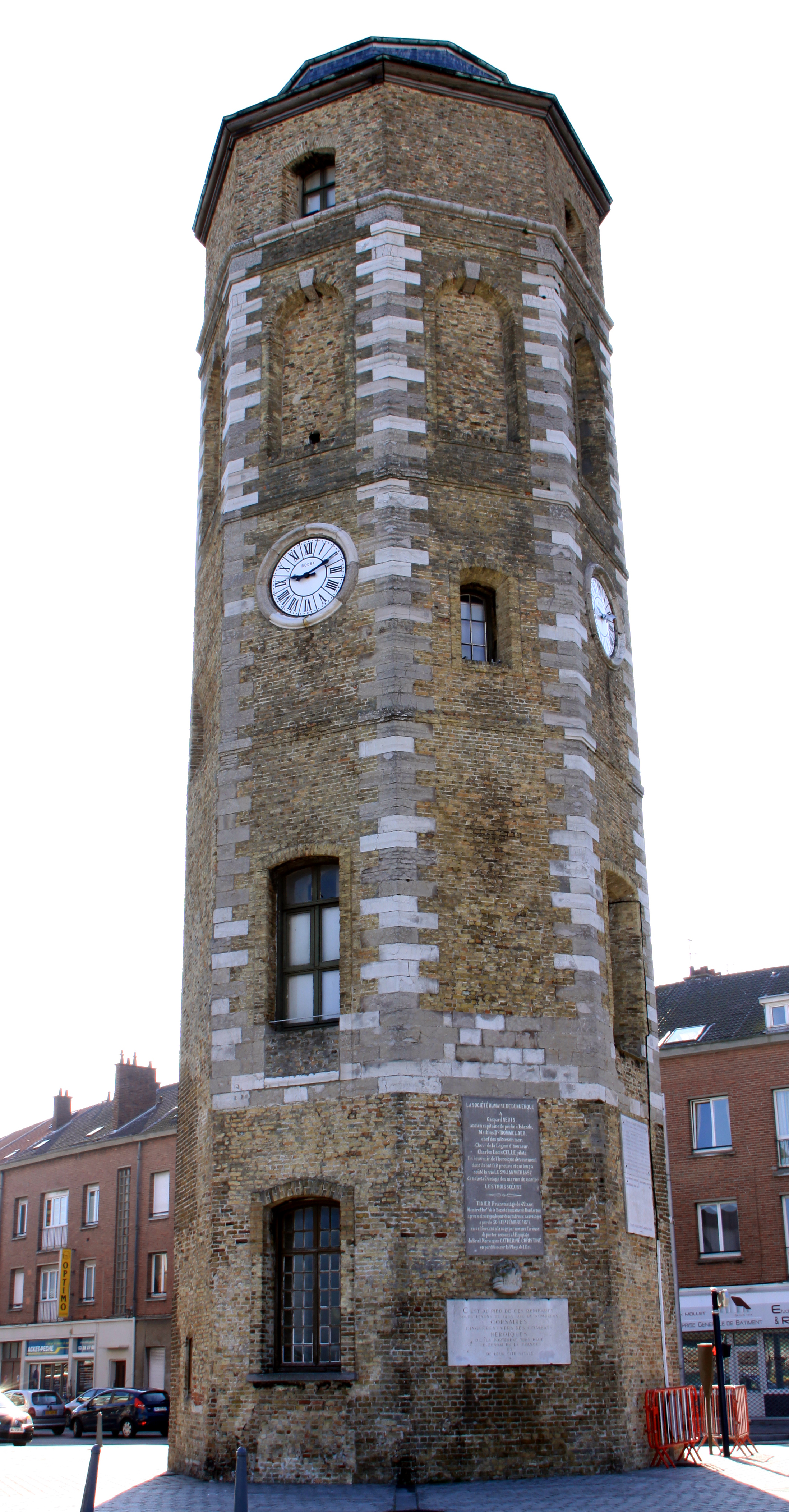
Lügnerturm in Dünkirchen

Die Freibeuter von Dünkirchen (niederländisch Duinkerker kapers, französisch corsaires dunkerquois) sind im 16. Jahrhundert auf Beschluss des Stadtrats von Dünkirchen (heute Dunkerque) gegründet worden, um die eigenen Fischer zu schützen, denn aufgrund der langen Kriege, die Kaiser Karl V. mit Frankreich führte, wurden die Schiffe aus Dünkirchen regelmäßig von französischen Freibeutern angegriffen. Sie traten besonders unter Karls Sohn, König Philipp II. (Spanien), und der weiteren spanischen Herrschaft in Erscheinung. Sie waren eine private Kriegsmarine für Spanien und schließlich für Frankreich. Sie kaperten hauptsächlich Schiffe aus den Vereinigten Niederlanden und England und profitierten von einem idealen Standort für ihre Aktivitäten, denn die Gewässer vor Dünkirchen waren mit ihren versteinerten Sandbänken eine natürliche Falle auf der wichtigen Handelsroute durch die Straße von Dover. Sie operierten hauptsächlich im Ärmelkanal und auf der Nordsee, aber gelegentlich auch auf der Ostsee oder an der Küste der Berberei. Dagegen waren sie bei den Filibustern in der Karibik nicht sehr präsent, da sich diese zunächst gegen Spanien richteten. Das sollte sich erst ändern, als Dünkirchen französisch wurde. Während des Achtzigjährigen Krieges, des Holländischen Krieges, des Pfälzischen Erbfolgekrieges und des Spanischen Erbfolgekrieges unterstanden sie der Admiralität von Dünkirchen und operierten somit von Dünkirchen, Ostende oder Nieuwpoort aus. Die Stadt gehörte in dieser Periode meistens zu Flandern in den Spanischen Niederlanden. Ihre Beziehungen zu den unabhängigen Vereinigten Niederlanden, waren ambivalent, sie bestanden sowohl aus Nähe als auch Feindseligkeit. Ihre Tätigkeit endete 1713 mit der im Vertrag von Utrecht vorgesehenen Entmilitarisierung des Hafens von Dünkirchen.

## Piraten, Kaperer, Freibeuter, Korsaren, Flibustiere, Bukaniere
Seeräuber werden auch Piraten genannt. Manchmal wurden private Reeder von Städten oder Staaten, die nicht in der Lage waren, ihre Schiffe ausreichend zu schützen, mit einer Lizenz zur Kaperei ausgestattet, d. h. die Schiffe ihrer Feinde durften unter bestimmten Bedingungen geplündert werden. Die Seeleute dieser Schiffe wurden Kaperer, Kaperfahrer, Freibeuter oder im französischen Kontext auch Korsaren genannt. Auf der Île de la Tortue, weit weg von der Europäischen Gerichtsbarkeit, entstand eine Zwischenform zwischen gewöhnlicher Piraterie und Kaperei, die Buccaneers (in englischen Diensten) und Flibustiers (in französischen Diensten).

## Von Legenden umrankt: die Periode der Strandräuber

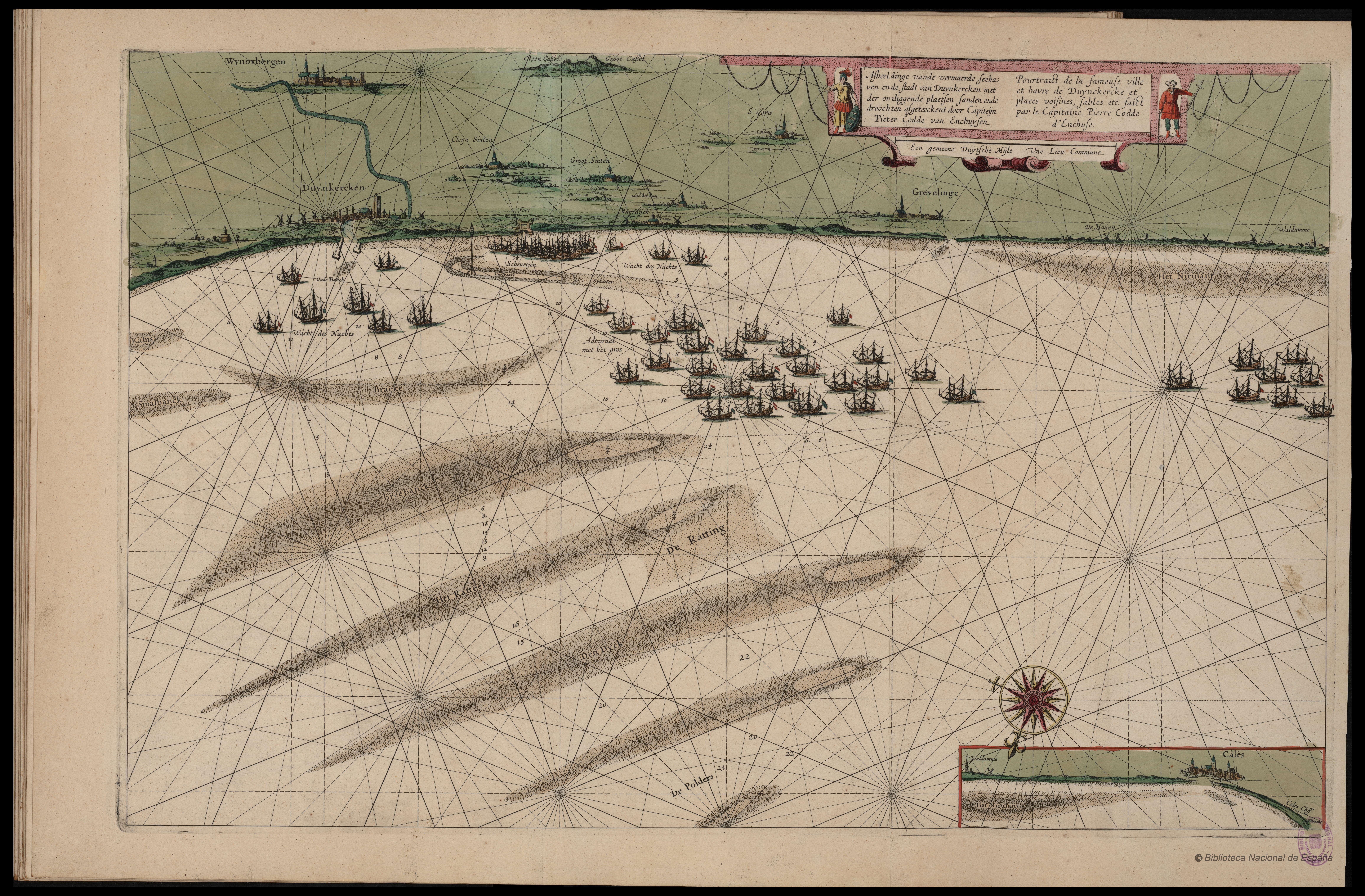
Seekarte der Gegend vor Dünkirchen mit Sandbänken und Tiefenangaben
1640, Kartographen Blaeu, Amsterdam

An der engsten Stelle der Nordsee gelegen, an einem unumgänglichen Punkt für reich beladene englische und niederländische Schiffe, war Dünkirchen aufgrund seiner Lage für Seeräuberei prädestiniert. Außerdem war es eine natürliche Falle. Man kann dort nur über sehr genau zu beachtende Fahrrinnen einfahren (heute durch Bojen gekennzeichnet), sonst stößt man auf gewaltige fossile Sandbänke, die mit der Zeit versteinert sind und ein Schiff zerstören können. Es heißt, dass Dünkirchen im Mittelalter eine Stadt der Strandräuber war. Der Turm de Leughenaer (Flämisch für: der Lügner) soll ein Feuer getragen haben, das die Schiffe in ihren Untergang zog. Diese Geschichte ist durchaus glaubwürdig, denn diese Form der aktiven Strandräuberei war im Mittelalter weit verbreitet. Wenn es möglich ist, ein Schiff in eine Falle zu locken, ist das weniger riskant (und nicht unmoralischer oder moralischer), als es zu entern. Aufgrund seiner Lage ist Dünkirchen nun mal eine Falle.

## Die Dünkirchener unter spanischem Kaperbrief

### Der historische Kontext
Am Ende des Mittelalters gehörte Dünkirchen zu den Burgundischen Niederlanden, die im 16. Jahrhundert die Spanischen Niederlanden wurden. Mitte des 16. Jahrhunderts kamen die Niederlande in Aufstand gegen Philipp II. (Spanien). Das war der Anfang des Achtzigjährigen Krieges (1568–1648) gegen die Herrschaft der spanischen Habsburger. Diese Zeit führte zu einer Trennung des Landes. Der nördliche Teil erreichte in diesem Krieg seine Unabhängigkeit unter dem Namen Republik der Vereinigten Niederlande, aus denen die modernen Niederlande hervorgingen. Der Süden des Landes, also auch die niederländischsprachige Grafschaft Flandern einschließlich Dünkirchen, wurden wieder an Spanien und die Römisch-katholische Kirche gebunden. Nach dem Aussterben der Spanischen Habsburger und dem Spanischen Erbfolgekrieg wurden die südlichen Niederlande Österreichisch.

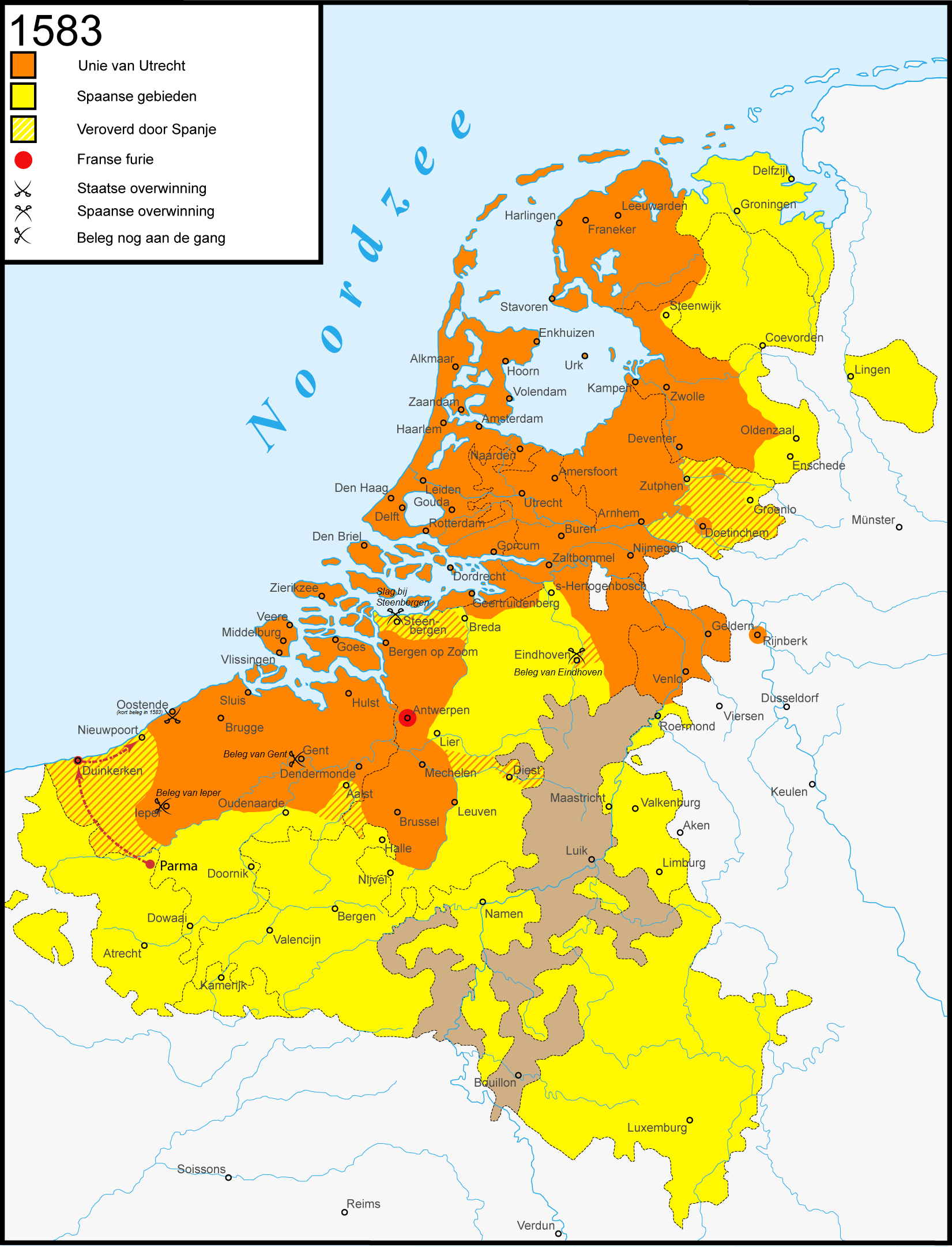
1583: Eroberungen durch den Herzog von Parma in den Südlichen Niederlanden

### Der Achtzigjährige Krieg bis zum Zwölfjährigen Waffenstillstand
Während des Aufstandes gelang es den Niederländern schließlich, fast alle Häfen zu befreien, auch die flämischen, darunter 1577 Dünkirchen. Die spanische Flotte konnte dadurch zunächst nur von Gravelines (damals: Grevelingen) aus operieren, doch nachdem der Herzog von Parma, Alessandro Farnese (1545–1592), Dünkirchen 1583 im Auftrag des Königs zurückerobert hatte, wurde die Flotte 1585 dorthin verlegt. Dünkirchen wurde damit der wichtigste spanische Marinestützpunkt in den Niederlanden. Ursprünglich bestand diese Flotte aus regulären Kriegsschiffen, den sogenannten Königsschiffen, aber diese wurden bald von privaten Reedern ergänzt, die vom Hohen Admiralitätsrat in Brüssel mit einem Kaperbrief ausgestattet wurden. Für eine solche Lizenz mussten sie 10 % der Beute als Steuer bezahlen und 35 % an die Armen (zu Gunsten des eigenen Seelenheils) spenden. Die ersten Kaperbriefe wurden am 4. Februar 1585 ausgestellt. Schon nach wenigen Jahren standen fünfundzwanzig Dünkirchener Freibeuterschiffe zur Verfügung. Sie führten einundfünfzig Jahre lang, vom Zwölfjährigen Waffenstand unterbrochen, einen Seekrieg gegen die Nord-Niederländer.
Im Jahr 1600 wurde die Armee der Republik unter Statthalter Moritz von Oranien nach Dünkirchen geschickt, aber der Statthalter beschloss, die Stadt trotz eines Sieges in der Schlacht von Nieuwpoort am 2. Juli 1600 nicht einzunehmen. Er war bereits von den Generalstaaten gegen seinen Willen zu weit weggeschickt worden und befürchtete, abgeschnitten zu werden. Die Generalstaaten waren die Generalversammlung der Staaten, d. h. der Ständevertretungen der einzelnen Provinzen. Sie waren somit eine Art Parlament.

### Gegenseitige Behandlung von Gefangenen
Die Beziehungen zwischen den Dünkirchenern und den Staat’schen, wie die Leute der Republik der Generalstaaten im Norden genannt wurden, waren ambivalent. Viele Seeleute aus Dünkirchen hatten ihr Handwerk auf der Flotte der Republik gelernt, denn sie verstanden sich gegenseitig mühelos. Viele Holländer und Zeeländer dienten ihrerseits auf Schiffen aus Dünkirchen, besonders in Zeiten, als es dort bessere Verdienstmöglichkeiten gab. Einen nationalen Gegensatz empfanden sie nicht, denn die Dünkirchener sahen sich nicht als Spanier. Die unterschiedliche Religion, nachdem sich im Norden der Calvinismus durchsetzte und der Krieg von spanischer Seite immer stärker religiös motiviert war, spielte kaum eine Rolle. Johannes Snoepsius, der 1661 als Seelsorger auf dem Admiralsschiff „de Liefde“ der Republik war, beklagte sich über das Verhalten der Matrosen, ihre Grobheit, ihre Unwissenheit in Sachen Religion, ihr Fluchen, Streiten, Schimpfen und Prügeln, so dass er sich an Bord manchmal wie in einer ecclesia porcorum (Schweinekirche) vorkam. Auch das war gemeinsame Kultur!
Da der Seekrieg und die gegenseitigen Blockaden eine wichtige Rolle spielte, wurde der Marinehafen Dünkirchen immer stärker ausgebaut und auch die privaten Freibeuter gefördert. Der Schifffahrt der Utrechter Union wurde bald ein so enormer Schaden zugefügt, dass 1587 die Generalstaaten beschlossen, die Besatzungen dieser Schiffe als Piraten zu behandeln und das „Recht der Fußspülung“ anzuwenden, d. h. verhaftete Besatzungsmitglieder von Kaperschiffen ohne ordentliches Verfahren über Bord zu werfen oder zu Knüppeln. Dieser Befehl stieß in der Republik auf zunehmenden Widerstand. Es hatte sich zwar noch kein allgemein gültiges Seerecht durchgesetzt, aber viele Seeleute wechselten oft die Seiten – auch das war einer der Beweggründe für die harte Maßnahme seitens der Generalstaaten und der Admiralitäten. Die Seeleute zogen es dagegen vor, die Beziehungen so freundschaftlich wie möglich zu halten, da man ja auch selbst in eine solche Lage kommen könnte. Wenn Dünkirchener Gefangene in den Hafen gebracht wurden, wurden sie von den Admiralitäten allerdings meistens gehängt. Als Vergeltung war auch den Schiffen von Dünkirchen bereits befohlen worden, die Besatzung niederländischer Kriegsschiffe vor dem Versenken nicht zu retten.
Die Kapitäne der Republik umgingen oft den Befehl, indem sie die Dünkirchener bei Flut mit einem Boot auf eine der sehr vielen Sandbänke vor der flämischen Küste absetzten. Auf diese Weise wurden ihre Füße gespült und sie konnten bei Ebbe einfach zum Festland gehen. Von einem Beispiel dieser Praxis in umgekehrter Richtung berichtet Vrijman. Ein Fischer aus dem holländischen Katwijk wurde nach Dünkirchen geholt, um die Heringfischerei wieder in Schwung zu bringen. Da das durch die holländische Dauerblockade nicht klappte, fuhr auch er als Freibeuter raus und erwischte zufällig eine Heringbüse aus Katwijk, mit seinem Bruder an Bord. Die Büse wurde versenkt, die Besatzung wurde über Bord gejagt, allerdings bei einer Wassertiefe von anderthalb Fuß. Auf diese Weise bekam sie die obligatorische Fußspülung.

### Nach dem Zwölfjährigen Waffenstillstand
Der zwölfjährige Waffenstillstand (1609–1621) brachte nur eine vorübergehende Unterbrechung der Kriegshandlungen. Ambrogio Spinola ließ zwölf neue Schiffe bauen und Erzherzogin Isabella von Spanien verlegte 1626 die Exekutivadmiralität der spanischen Niederlande von Sint-Winoksbergen (heute Bergues) nach Dünkirchen.
Die Frage der Behandlung der Kriegsgefangenen blieb wichtig. Die Dünkirchener boten Kriegsgefangene gegen Lösegeld an. Die Sitzungen der Admiralitätsräte waren in der Republik öffentlich und wurden regelmäßig von Delegationen klagender Matrosenfrauen besucht, die sich das Lösegeld für ihre Männer nicht leisten konnten. Darum wurde 1623 in Roosendaal einmalig ein Austauschvertrag geschlossen. Der Befehl zum Recht auf Fußspülung bestand aber weiterhin. Als die Umgehung dessen im weiteren Laufe des Krieges eher die Regel als die Ausnahme zu werden drohte, musste 1625 jeder Kapitän einen Eid leisten, die Kriegsgefangenen zu töten. Dieser Eid sollte jedes Jahr erneuert werden. Denn der Druck wuchs, die Häftlinge grundsätzlich für einen Austausch zu nutzen.
Es waren nicht die Herren auf dem Grünen Kissen, sondern die Seeleute selbst, die die Anwendung des „Rechts“ auf Fußspülung praktisch beendeten. Den entscheidenden Durchbruch gegen diese brutale und kurzsichtige Politik bewerkstelligten Admiral Hillebrant Quast und seine Kapitäne. Am 31. März 1627 hatten sie nach einem heftigen Gefecht ein Schiff aus Dünkirchen besiegt. Sie beschlossen gemeinsam, niemanden über Bord zu jagen, denn sie hatten den Eid zur Fußspülung länger als ein Jahr nicht geleistet. Quast begründete das auch so eine Woche später in einem Schreiben an die Hoog Mogenden Herren. Ertrunkene Seeleute hatten keinen Nutzen, aber ein lebender Gefangener konnte ausgetauscht werden. Daher wurde 1629 in Roosendaal schließlich eine Konvention über den allgemeinen Austausch von Kriegsgefangenen unterzeichnet. Alle Männer, die während des Krieges in Kriegsgefangenschaft geraten würden, sowohl an Land als auch auf See, wurden einbezogen. Danach wurden gefangene Freibeuter zum Freikauf oder Austausch eingesetzt, obwohl der Befehl zur Fußspülung nicht widerrufen wurde. Als nach dem Sieg der Republik in der Seeschlacht auf dem Slaak (12.–13. September 1631) 4664 Kriegsgefangene (spanische Soldaten und überwiegend flämische Seeleute) gemacht worden waren, schlug die Amsterdamer Admiralität am 21. September allerdings vor, diese einfach zu ertränken. Der Vorschlag wurde nicht beachtet, die Gefangenen wurden human behandelt.
1629 wurde der staat’sche Admiral Piet Hein bei einer Kampagne gegen die Dünkirchener getötet. Ab 1631 konnte die Flotte der Republik, die mit zwei Dutzend Schiffen normalerweise kleiner war als die der Dünkirchener, nur noch einige Patrouillen („Kreuzzüge“, man kreuzte über das Meer) durchführen, um gelegentliche Kaperer abzufangen. Da dies trotz der Unterstützung durch private „Direktionsschiffe“ nicht viel half, wurde versucht, eine dauerhafte Blockade des Hafens von Dünkirchen durchzuführen. Dies war schwierig, da die schmale Fahrrinne, het Scheurtje von einer hölzernen Seefestung, dem Houten Wambuis (Holzwams), gedeckt wurde, die durch einen Wehrgang mit dem Festland verbunden war. Dort wurde es vom Fort Mardijk gedeckt.
Allein Jacob van de Walle, der in dieser Periode erfolgreichste private Reeder in Dünkirchen, erbeutete zwischen 1623 und 1633 mehr als 600 Schiffe. Die durchschnittliche Zahl der von den Dünkirchenern pro Jahr erbeuteten Schiffe betrug zwischen 1627 und 1646 229, davon etwa die Hälfte aus der Republik. Dies waren nicht nur reich beladene Handelsschiffe, sondern auch gewöhnliche Heringbüsen. Auch diese hatten aber eine erhebliche wirtschaftliche Bedeutung; die bis 1646 verlorenen 889 Fischereifahrzeuge hatten einen geschätzten Wert von sechs Millionen Gulden. „Verloren“ ist übrigens nicht allzu wörtlich zu nehmen: Normalerweise wurden die Schiffe bei Schiffsauktionen in Dünkirchen von den bisherigen Eignern zurückgekauft. Trotzdem fielen jedes Jahr etwa 3 % der Flotte der Republik in die Hände der Dünkirchener, was ihre Rentabilität ernsthaft zu beeinträchtigen drohte.
Die letzte Person, die Dünkirchener hinrichten ließ, war wahrscheinlich der holländische Admiral Maarten Tromp. Als 1634 ein Schiff heimlich nachts seine Blockade zu durchbrechen versuchte, ließ er die Besatzung an seinen Rahs aufhängen und fuhr so zur Abschreckung vor Dünkirchen auf und ab.

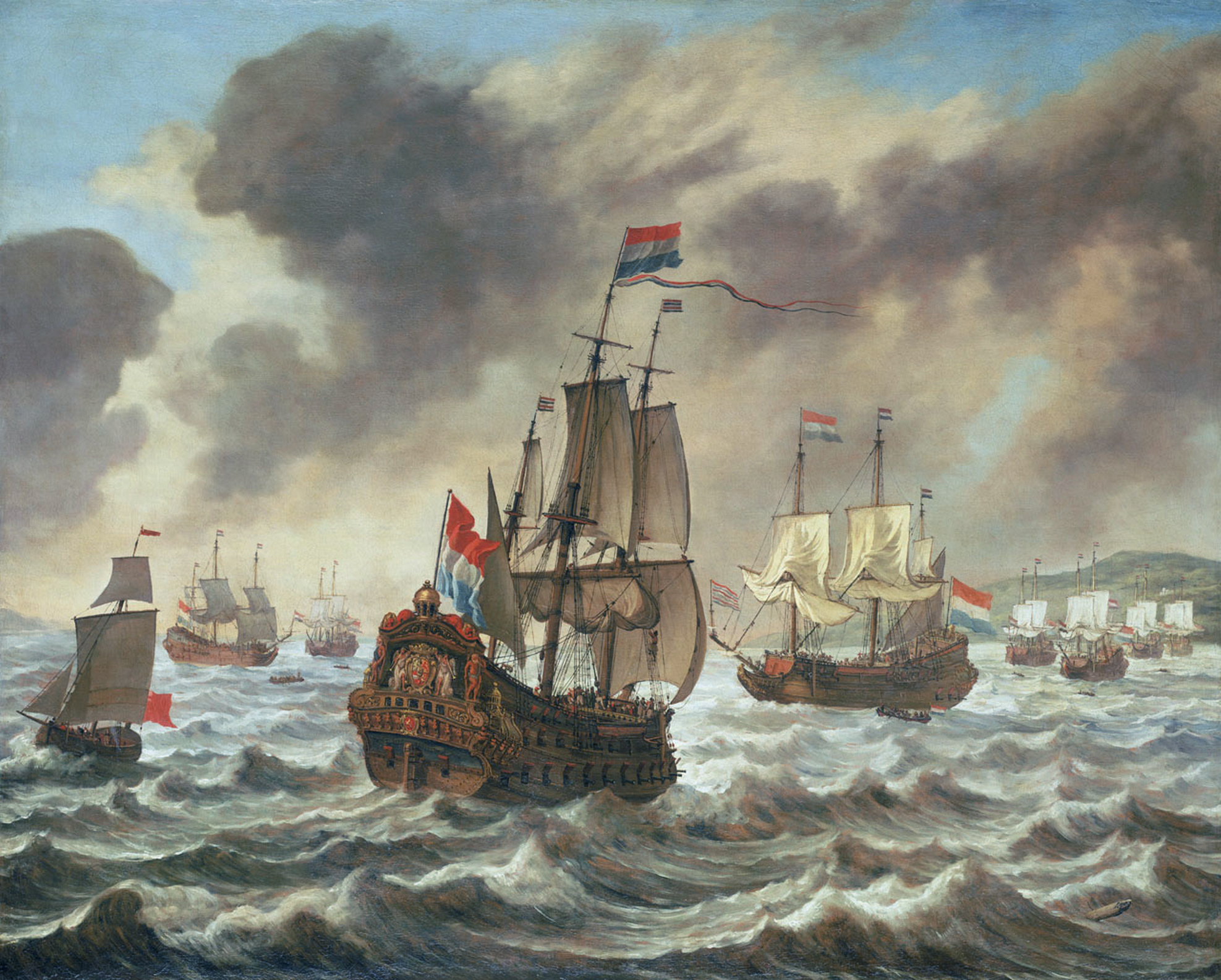
Schlacht bei den Downs

### Seeschlacht bei den Downs
Dünkirchen war ein Versorgungshafen für die spanischen Niederlande, der oft verwendet wurde, um Geld und Soldaten mit großen spanischen Galeonen zur Armee von Flandern zu bringen. Bis 1637 war Leutnant-Admiral Philips van Dorp wegen seiner Unentschlossenheit und Inkompetenz kein großes Hindernis. Allerdings durften die Transporte nicht zu schwer sein. Als der Landweg für die Spanier durch die französische Eroberung Breisachs am Rhein 1638 abgeschnitten wurde, wurde 1639 mit einer ganzen Armada der Durchbruch versucht. Dies wurde durch den viel energischeren neuen Befehlshaber Tromp vereitelt, der die Armada auf die Reede der Downs trieb. Die Dünkirchener nahmen an der darauffolgenden Seeschlacht bei den Downs teil, obwohl die spanische Flotte selbst fast zerstört wurde, gelang den Dünkirchenern weitgehend die Flucht.
Obwohl die Kaperer von Dünkirchen ab 1641 zur „freien Beute“ erklärt wurden (das bedeutete, dass jedes Schiff sie ohne eigenen Kaperbrief angreifen durfte) und sogar Beuteprämien bis zu 30.000 Gulden für die größten Kriegsschiffe angeboten wurden, wurde es nur noch schlimmer. In Marinestützpunkt Dünkirchen waren etwa dreißig Königsschiffe stationiert. Außerdem operierten von da aus etwa siebzig Kaperschiffe von privaten Reedern. Schiffe der Republik konnten dadurch nur im Konvoi einigermaßen sicher durch den Ärmelkanal segeln und die Dünkirchener fingen sogar an, den Umweg um Schottland unsicher zu machen. Die Generalstaaten und der französische Politiker Kardinal Mazarin beschlossen 1644, dass es jetzt reichte. Admiralleutnant Maarten Tromp bekam den Befehl, die flämischen Häfen zu blockieren, während die Armee des minderjährigen Ludwig XIV. von Frankreich zunächst Grevelingen (29. Juli 1644), dann die Festungen (10. Juli 1645) und am 11. Oktober 1646 Dünkirchen selbst einnahm. Nur von Ostende aus gab es bis zum Frieden von Münster 1648 noch etwas Kaperei. Im weiter fortgesetzten Krieg gegen Frankreich eroberten spanische Truppen im Jahr 1652 Dünkirchen zurück und die Freibeuter wurden erneut zu einer großen Bedrohung. Nach dem Kriegseintritt Englands gegen Spanien 1657 störten die Dünkirchner den englischen Handel, bevor die Stadt nach der Schlacht in den Dünen 1658 endgültig von einer französisch-englischen Streitmacht eingenommen wurde.

## Gegenseitige Einflüsse auf den Schiffbau
Die Dünkirchener hatten einen deutlichen Einfluss auf die Form der nordniederländischen Kriegsschiffe, die anfangs stark Frachtern ähnelten und sehr breit und langsam waren. Die Dünkirchener bauten daher schmale Schiffe, die sie Fregatten nannten, um an der Blockade durch die langsameren „holländischen“ Kriegsschiffen vorbeizuschlüpfen. Die Kriegsmarine der Republik musste diesen Typ nachbauen, „weil es nicht üblich ist, einen Hasen mit einer Kuh zu fangen“. Die neueren Schiffe waren billiger und schneller, aber nicht zu schwer bewaffnet, um den Tiefgang einzuschränken.
Für die Kaperei von Dünkirchen aus wurden auch holländische Schiffstypen eingesetzt, wie Vlieboote, Kromstevens, Heudeschepen und andere Schiffe wie Karavellen. Hauptsache, sie waren leicht zu handhaben, hatten einen geringen Tiefgang und auch die Besegelung förderte die Manövrierbarkeit. Die Größe überstieg selten 60 oder 70 Tonnen. Gelegentlich wurden größere Schiffe eingesetzt, was aber den Nachteil hatte, dass sie in den engen Gewässern zwischen den Sandbänken weniger leicht zu manövrieren waren. Im Verhältnis zu ihrer Größe waren die Kaperschiffchen in der Regel ziemlich schwer bewaffnet. Die Besatzung variierte von dreißig bis hundert Köpfen. Später, als die Zufahrten zum Hafen verbessert waren, konnten auch größere Schiffe problemlos für die Kaperei eingesetzt werden.

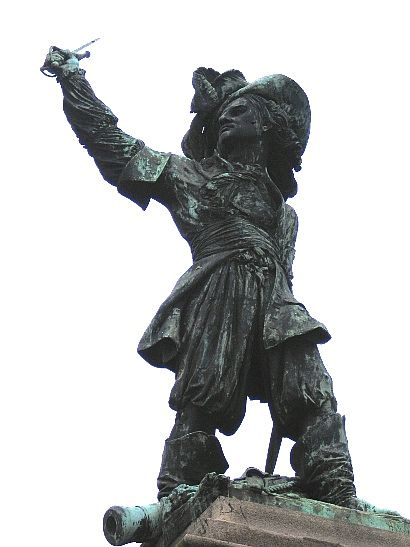
Statue von Jan Baert auf der Place Jean Bart im Zentrum von Dünkirchen

## In französischem Dienst
Zwischen 1646 und 1672 kam die Kaperei in Dünkirchen zum Erliegen. Viele Dünkirchener Freibeuter zogen in den Norden. Doch während des Holländischen Krieges wurde Frankreich, das die Stadt 1662 von Karl II. von England zurückkaufte, zum Feind der Republik. Bereits 1672 ließ Ludwig XIV. wieder Kaperbriefe gegen sie ausstellen. Diese neuen Kaperer waren oft flämischer Herkunft, aber auch viele Zeeländer und Holländer wie Karel Keyzer. Die Kaperfahrt blühte wieder auf. Ein alter Bekannter der Holländer, Kapitän Jan Baert oder Jean Bart, befehligte die Dünkirchener Flotte. Zuvor, während des Zweiten Englisch-Niederländischen Krieges (1665–1667), hatte Jean Bart unter dem Kommando von Admiral Michiel de Ruyter gestanden. Doch nach dem Frieden von Breda (1672) kehrte er in seinen Geburtsort Dünkirchen zurück und fand Arbeit als Freibeuter. Er sollte ein französischer Seeheld werden. 1691 durchbrach er eine Blockade der Stadt und wehrte 1694 und 1695 Angriffe der englisch-niederländischen Flotte ab. Sein größter Erfolg war jedoch die Seeschlacht von Texel (1694). Während die Franzosen am Rande des Hungertods standen, gelang es ihm, eine Weizenflotte aus der Ostsee zurückzuerobern und sicher in den Hafen von Dünkirchen zu bringen. Er war jedoch eher Soldat als Freibeuter, was durch seine Ernennung zum Geschwaderkommandanten im Jahr 1698 bestätigt wurde.
Nachdem 1697 eine Reihe privater Reeder von der Republik aufgekauft wurden, verlor die Kaperschifffahrt stark an Bedeutung.

## Bekannte Freibeuter
- Cornelis Weus oder Cornil Weus (1535 – 1587).
- Michiel Jacobsen, der Fuchs de Meere (Spanisch: el Zorro de los Mares)
- Jan Baert
- Jacob Collaert